# Stratégies précoces inadaptées
Les stratégies précoces inadaptées, ou stratégies d'adaptations dysfonctionnelles, sont des éléments importants de la thérapie des schémas, créée par Jeffrey E.Young dans les années 80, à la suite de sa collaboration avec Aaron Beck psychiatre comportementaliste, pour traiter notamment les troubles de la personnalité. Dans cette thérapie, on considère que chaque personne peut développer des schémas précoces inadaptés (SPI), à la suite d'enchainement de réponses aux besoins affectifs fondamentaux inappropriés durant sont enfance. Ces SPI forment un ensemble de croyances profondes sur nous même et le monde qui nous entoure. Lorsque ces SPI sont activés, la personne vit un ressentis désagréable et met en place des stratégies d'adaptations qui deviennent dysfonctionnelles. Les stratégies peuvent être la soumission au schéma, l'évitement du schéma ou sa compensation. Le choix de cette stratégie peut être influencé par plusieurs choses et évoluer au fil du temps (contrairement au schéma qui est plus stable).

## Définition
Dans la schémathérapie, on considère que lorsqu'une personne se trouve confrontée à une situation qui réactive le ressentis de situations douloureuses précoces, elle va adopter des attitudes qui vont la maintenir dans ses SPI. Elle pourra avoir plusieurs 3 types d'attitudes: la soumission, la fuite ou la compensation.
Cependant, dans la thérapie des schémas, les comportements engendrés par les SPI sont différenciés du SPI en lui même: chaque personne, en fonction des moments de sa vie, va utiliser différentes façon de s'adapter pour un même SPI, les stratégies d'adaptations ne sont pas relié au SPI. Elles ne sont donc pas aussi stables que les SPI, il est donc plus pertinent de travailler sur le schéma car l'élimination des stratégies d'adaptations dysfonctionnelles ne pourra se faire qu'en changeant les SPI qui les activent.
L'activation d'un SPI représente un danger pour la personne car elle révèle la frustration d'un besoin affectif fondamental ainsi que l'émotion qui y est associé. La réponse à cette activation lors de l'enfance sont des sortes de mécanismes de survie. Lorsque la personne grandis, les mécanismes d'adaptation maintiennent le SPI, car lorsqu'elle se trouve dans d'autres position que lors de son enfance et que d'autres possibilités lui sont proposées, la personne continue à mettre en place ces stratégies d'adaptation à la suite de l'activation du SPI. Ainsi, les stratégies précoces inadaptées maintiennent la personne dans son SPI.

## Les trois styles de stratégies d'adaptations dysfonctionnelles
Dans la thérapie des schémas, on considère que c'est le tempérament de la personne qui est un des principaux facteurs dans le choix des styles de stratégies d'adaptation sélectionner par la personne. Un autre facteur est le modeling, c'est-à-dire l'imitation du comportement adaptatif d'un parent dans leur enfance.

### La soumission au schéma
Lorsque la personne utilise l'attitude de soumission au schéma, elle n'est ni dans l'évitement du schéma, et ne le combat pas: La personne accepte que le schéma est vrai et ressent directement la souffrance liée au SPI. Dans son comportement, elle va confirmer la croyance du schéma en répétant des scénarios de vie qui sont influencés par le SPI. Lorsque leur schéma est activé, l'intensité de leurs émotions est disproportionnée par rapport à la seule situation vécue.

### L'évitement du schéma
Quand la personne évite le schéma, elle tentera d'organiser sa vie de façon à évitera un maximum les situations où le SPI pourrait se réactiver (éviter les relations intimes, les défis professionnels et les secteurs de la vie où pourraient ressentir une vulnérabilité). Elle tente de vivre sa vie comme si le schéma n'existait pas. Lorsque des images ou des pensées menacent de faire apparaitre le schéma, elle tente de faire en sorte de penser à autre chose. Elle peut utiliser pour cela plusieurs anesthésiques tels que boire beaucoup d'alcool, prendre des médicaments, avoir une vie sexuelle importante, se laver, se nourrir, travailler ou chercher l'excitation compulsivement.

### La compensation du schéma
Dans l'attitude de compensation du schéma, la personne va contrer le schéma en ayant des comportements et pensées allant à l'opposé de celui-ci afin d'en neutraliser les émotions. Elle va tout faire pour essayer d'être différente de l'enfant qu'elle était lorsque le schéma s'est mis en place. En surface, la personne va avoir l'air d'avoir confiance en elle, mais au fond, la personne sent la menace du schéma qui peut surgir à tout moment. La compensation pourrait être vu comme une stratégie d'adaptation saine car elle combat le schéma, mais malheureusement, elle le maintient au lieu d'en délivrer la personne. Un comportement compensateur peut être sain, mais dans le cas de la compensation des schémas, c'est l'excès de compensation qui crée le maintien du schéma (par exemple, une personne avec un schéma d'imperfection qui compense ne va pas se sentir aussi bien que les autres, mais supérieure). La finalité de cette stratégie d'adaptation est d'échapper à la vulnérabilité et au désespoir que le schéma ferait ressentir à la personne.